# Емельянов, Данила Анатольевич
Данила Анатольевич Емельянов (род. 23 июня 1980, Кумертау, Башкирская АССР, РСФСР, СССР) — российский военнослужащий, участник военной операции России в Сирии, подполковник, Герой Российской Федерации (2017).

## Биография
Родился 23 июня 1980 года в городе Кумертау Башкирской АССР. 
В 1998 году окончил школу № 6 города Кумертау.
В 1998 году поступил в Новосибирское высшее общевойсковое командное училище (в том же году преобразовано в Новосибирский военный институт, ныне — филиал Военно-учебного центра Сухопутных войск «Общевойсковая академия Вооружённых сил Российской Федерации), которое с отличием окончил в 2003 году.
С 2003 года проходил службу в частях спецназа Главного управления Генштаба ВС РФ. 
С 2015 года принимал участие в военной операции России в Сирии. 
17 января 2017 года Указом Президента Российской Федерации награждён званием Героя Российской Федерации. 
До 2020 года продолжал профессиональную военную деятельность. Уволен в запас. 

## Подвиг
В 2017 году подполковник Емельянов находился на специальном задании в Сирии. В одном из районов провинции Алеппо участились атаки боевиков из запрещённой группировки Джебхат ан-Нусра на оборонительные позиции правительственных войск Сирийской Арабской Республики. Группа российского спецназа из 16 человек, находясь недалеко от линии фронта, вычисляла здания, где находился противник, склады боеприпасов, маршруты передвижений боевиков и передавала в Штаб; координировала удары авиации. В один из дней ситуация в районе обострилась — начались обстрелы. Подполковник Емельянов принимает решение оставаться на передовых рубежах. За один световой день группа российского спецназа отразила 4 атаки, причём количество боевиков было около 300 человек. Через сутки группа передала рубеж сирийским военным и отошли на исходную позицию без потерь. 

## Памятник
24 июля 2021 года на территории Новосибирского высшего общевойскового командного училища на мемориале «Выпускникам училища — Героям Отечества» открыт прижизненный бюст Д. А. Емельянову. 

## Награды
- Герой Российской Федерации — за мужество и героизм, проявленные при выполнении специальной задачи в Сирийской Арабской Республике (17 января 2017)[4]
- Орден Мужества[3]
- Медаль ордена «За заслуги перед Отечеством» II степени с мечами[3]